# Dawson County, Nebraska
Dawson County är ett administrativt område i delstaten Nebraska, USA. År 2010 hade countyt 24 326 invånare. Den administrativa huvudorten (county seat) är Lexington. 

## Geografi
Enligt United States Census Bureau har countyt en total area på 2 640 km². 2 623 km² av den arean är land och 16 km² är vatten. 

### Angränsande countyn
- Buffalo County - öst
- Phelps County - sydöst
- Gosper County - syd
- Frontier County - sydväst
- Lincoln County - väst
- Custer County - nord

## Orter

### Städer (Cities)
- Cozad
- Gothenburg
- Lexington, huvudort

### Bykommuner (Villages)
- Eddyville
- Farnam
- Overton
- Sumner

### Orter utan kommunstatus (Census-designated places)
- Willow Island

### Övriga småorter
- Buffalo
- Darr
- Josselyn

## Kommunikationer
Motorvägen Interstate 80 och de federala landsvägarna U.S. Route 30 och U.S. Route 283 går genom countyt.